# Salföld
Salföld es un pueblo ubicado en el distrito de Tapolca, en el condado de Veszprém, Hungría.

## Superficie
Posee una superficie de 5,180 kilómetros cuadrados.

## Demografía
Hasta 2019 la población era de 64 habitantes, con una densidad de población de 12,36 habitantes por kilómetro cuadrado.